# Jean de Salazar
Jean de Salazar ook wel Petit Salazar (overleden rond 1503) was een Spaanse edelman, heer van Heule (1480-1497), ridder, diplomaat en garde kapitein. 

## Levensloop
Jean of Jan was afkomstig uit Biskaje en wordt ook wel bijgenaamd "le Petit" (de kleine) genoemd, dit vanwege een tijdgenoot die ook Jean van Salazar heette, die de bijnaam "Le grande Salazar' had. Vóór 1477 was deze kleine Salazar in dienst van Lodewijk XI van Frankrijk, maar om onduidelijke redenen raakt hij uit de gratie bij de Franse koning. In 1477 biedt hij zijn diensten aan bij Karel de Stoute, hertog van Bourgondië en na diens dood aan Maximiliaan van Oostenrijk. In 1478 werd hij tot kapitein van Dowaai benoemd en is betrokken bij het veroveren van een aantal Franse plaatsen. Tijdens de Slag bij Guinegate (1479) was hij aanvoerden van een divisie van 50 hellebaardiers. In 1480 trouwt hij met Beatrix van Portugal, vrouwe van Berlaymont en krijgt als huwelijkscadeau het leenschap Heule.
In het najaar van 1480 is hij in Holland en het Sticht Utrecht om de orde te handhaven. Hij is aanstichter van de Slag bij Scherpenzeel op 22 september 1481, nadat hij vee vlak bij Amersfoort had veroverd. Hij raakt daarmee betrokken bij de Stichtse Oorlog (1481-83), waarbij hij plundert in het Sticht. Hij is in december 1481 aanwezig in het gevolg van Joost van Lalaing die vanuit Naarden het Gooiland plundert met de Inname van Eemnes en plunderingen van Baarn, Soest en de Slag bij Westbroek, daarbij leid hij een groep ruiters die enkele hofstede verbranden in de omgeving Oostveen om de Utrechters uit hun stad te verleiden.
Hij is aanwezig bij het beleg van IJsselstein in 1482 en het beleg van Utrecht, waar hij 100 hellebaardiers aanvoerde in september 1483. In 1488 was Salazar aanwezig bij de Brugse opstand waarbij Maximiliaan van Oostenrijk gevangen werd genomen, Salazar weet net te ontkomen.
In 1496 was hij aanwezig bij het huwelijk van Filips de Schone en Johanna van Castilië en kreeg hetzelfde jaar een opdracht als diplomaat. Tussen 1501-1503 begeleidde hij Filips de Schone een aantal keren naar Spanje. Salazar wilde na zijn loopbaan terugkeren naar zijn geboorteland en verkocht al zijn bezittingen in 1497 aan Filips van Bourgondië-Beveren. Na 1503 werd niks meer van hem vernomen.